# Joseph Buyse
Joseph Buyse (Kortrijk 1772-1836) was lid van het Belgisch Nationaal Congres.

## Levensloop
Buyse was handelaar in Kortrijk, waar hij getrouwd was met een dame Verscheure, vandaar dat hij als handelsnaam Buyse-Verscheure gebruikte.
In 1830 werd hij verkozen tot lid van het Nationaal Congres voor het arrondissement Kortrijk. Hij nam geen enkele keer het woord in de openbare zittingen. Bij de stemmingen behoorde hij tot de meerderheid zoals die zich telkens vormde: voor de onafhankelijkheidsverklaring, voor de eeuwigdurende uitsluiting van de Nassaus, voor de hertog van Nemours, voor regent Surlet de Chokier, voor Leopold van Saksen Coburg en voor de aanvaarding van het Verdrag der XVIII artikelen. 
Buyse werd beschouwd als een katholieke democraat.
Toen alles afgewerkt was, trok hij zich terug uit het politieke leven.